# Torrey Pines Golf Course
De Torrey Pines Golf Course is een golfbaan in de Verenigde Staten. De baan werd opgericht in 1957, die eigenlijk twee 18 holesbanen heeft, en bevindt zich in La Jolla, Californië.
De twee 18 holesbanen hebben een eigen naam: de North-baan en de South-baan en beide banen werden ontworpen door de golfbaanarchitect William F. Bell. In 2001 werd de "South"-baan grondig gerenoveerd door Rees Jones.
Voor het golftoernooi bij de heren is de lengte van de "South"-baan 6921 m en de "North"-baan 6286 m en beide golfbanen hebben een par van 72.

## Golftoernooien
- Farmers Insurance Open: 1986-heden
- US Open: 2008
- US Open: 2021

## Foto's

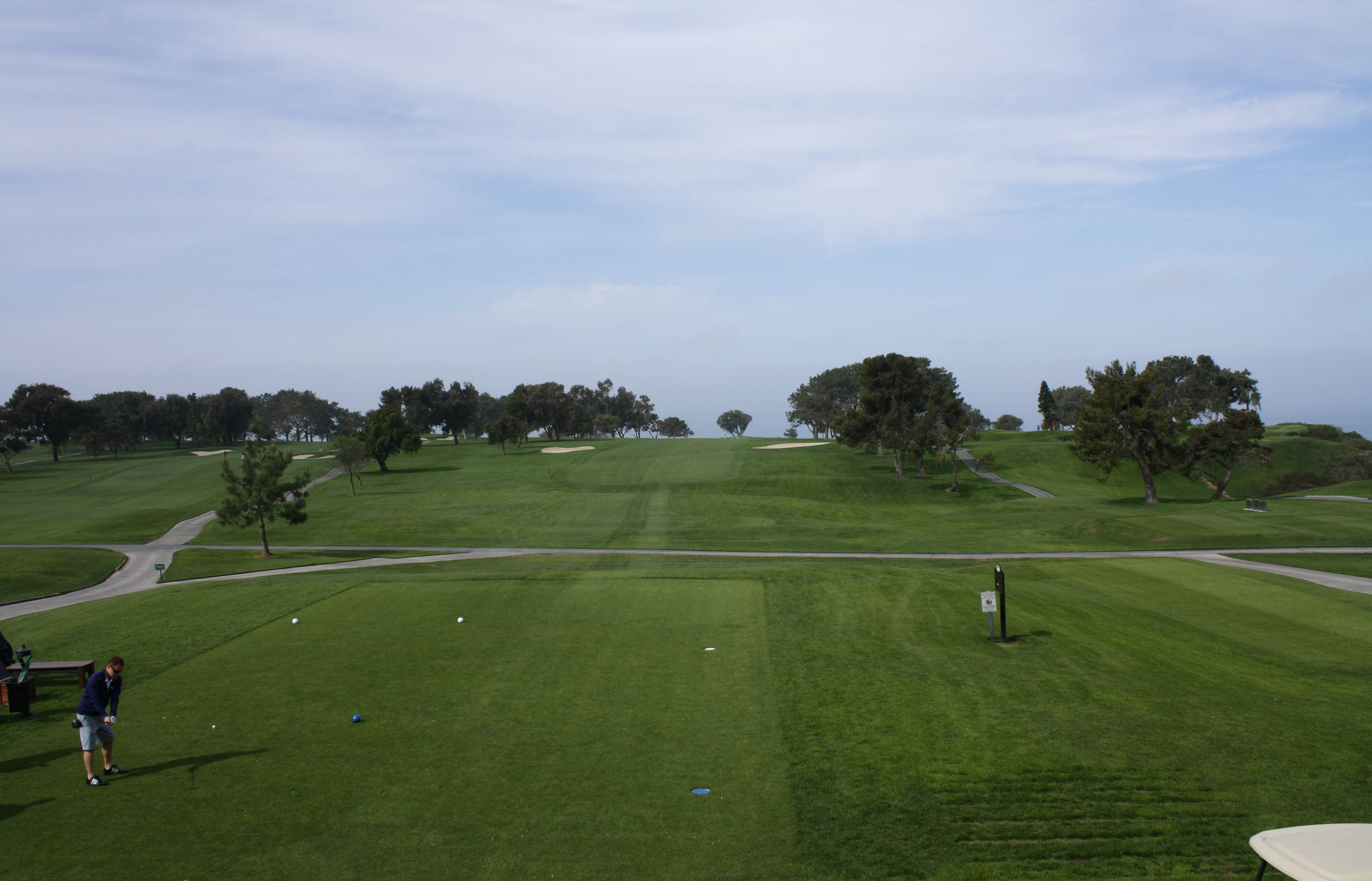
Hole 1 van de "North-baan
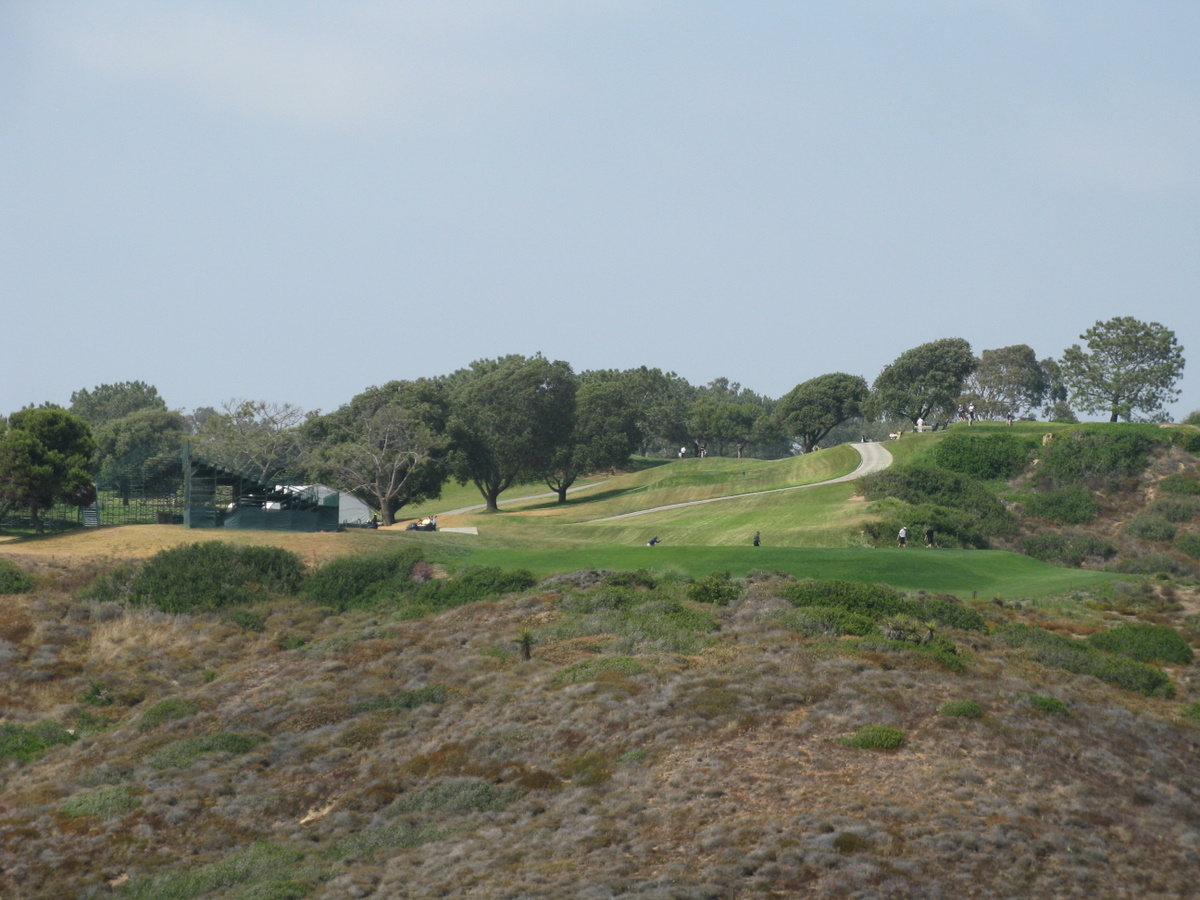
Uitzicht van de golfbaan